# HMS Repulse (1759)
HMS Repulse (1780) — 32-пушечный фрегат 5 ранга Королевского флота, бывший французский Bellone (1755). Второй корабль Его величества, названный Repulse.

## Постройка
Строился по чертежам Франсуа Клерин-Делорьера (фр. François-Guillaume Clairin-Deslauriers). Спущен на воду в сентябре 1757 года в Рошфоре. Достроен там же в апреле 1758 года. 

## Служба

### Французская служба
Участвовал в Семилетней войне. Взят фрегатом HMS Vestal 21 февраля 1759 года.

### Британская служба
Взят в британскую службу, закуплен Королевским флотом 14 июня 1759 года. Внесен в списки, назван Repulse 19 июня. Оснащен в Портсмуте с июня по сентябрь 1759 года.
1759 год — введен в строй в августе, капитан Джон Картер Аллен (англ. John Carter Allen).
1760 год — с эскадрой Байрона 10 марта ушёл в Луисбург; в тот же год взял 20-пушечный Chevalier de Bavro из Байонны; 8 июля участвовал в уничтожении 32-пушечных Machault и Bienfaisant и 16-пушечного Marquis de Marloze в бухте Шалёр.
1761 год — июнь, ушёл на Подветренные острова.
1762 год — с 7 января по 10 февраля при Мартинике; ноябрь, капитан Перегрин Берти (англ. Peregrine Bertie).
1763 год — февраль, капитан сэр Александр Холберн (англ. Alexander Holburne), по-прежнему Подветренные острова; осенью вернулся в Англию, выведен в резерв и рассчитан; обследован 21 октября, о ремонте не сообщается.
1770 год — 6 марта повторно обследован, обнаружена нужда в ремонте «между малым и средним»; ноябрь, капитальный ремонт на частной верфи Batson в Лаймхаус по декабрь 1772 года.
1772 год — декабрь, оснащение в Дептфорде по июль 1773 года.
Участвовал в Американской революционной войне.
1775 год — декабрь, возвращен в строй, капитан Генри Дэвис (англ. Henry Davis); оснащение в Чатеме по март 1776 года.
1776 год — 25 июня ушёл в Северную Америку; июль-сентябрь, был при штурме Нью-Йорка; декабрь, потерян, предположительно затонул со всей командой у Бермудских островов во время урагана.